# José Otal
 José Otal  fue un actor que nació en Buenos Aires, Argentina, el 24 de enero de 1893 y falleció el 15 de mayo de 1945. Trabajó desde joven en el teatro, especialmente en piezas reideras, y también lo hizo en el cine.
Ya mientras estudiaba en el Colegio de los Franciscanos mostró afición al teatro. En 1915  comenzó a actuar en un cuadro filodramático en el barrio de Almagro de Buenos Aires. Su debut profesional lo hizo con Gregorio Cicarelli y Dell'Acqua en el Teatro Minerva y en giras por distintas localidades. Pasó luego a actuar con Carlos Perelli y, más adelante, con José Brieva.
En 1918 actuó con Luis Arata en el Teatro Boedo y en 1920 hizo la temporada en el Teatro San Martín en la compañía Arata-Simari-Franco y el mismo año actuó en el Teatro Nacional en Entre taitas anda el juego, un sainete de Alberto Vaccarezza. Siguió trabajando en los años siguientes, principalmente en piezas reideras pero también aisladamente en algún drama; lo hizo en el Teatro Nacional en 1924 con Olinda Bozán y Paquito Busto, en 1927 de nuevo con Bozán, esta vez con Libertad Lamarque y Santiago Arrieta, en 1928 a órdenes de Manuel Romero en la Gran Compañía de Arte y Sátira con Carmen Lamas, Severo Fernández y Alfredo Camiña y en la Gran Compañía de Revistas de Arte y Sátira con los anteriores más Alicia Vignoli y en 1929 de nuevo con Bozán en la Gran Compañía Argentina en el Teatro de la Comedia.

## Filmografía
- ¡Gaucho! (1942) Servando
- Hogar, dulce hogar (1941) Juan Esteban
- Fortín Alto (1941)
- Boina blanca (1941)
- El hermano José (1941)
- Cita en la frontera (1940)
- Huella  (1940)
- Confesión (1940) Maldonado
- Con el dedo en el gatillo (1940) Aquiles Bertozzi
- Una mujer de la calle (1939)
- El matrero (1939)
- ¡Segundos afuera! (película) (1937)
- Poncho blanco (1936)
- El conventillo de la Paloma (1936)
- Los caballeros de cemento (1930)